# Річкові канонерські човни типу «Росаріо»

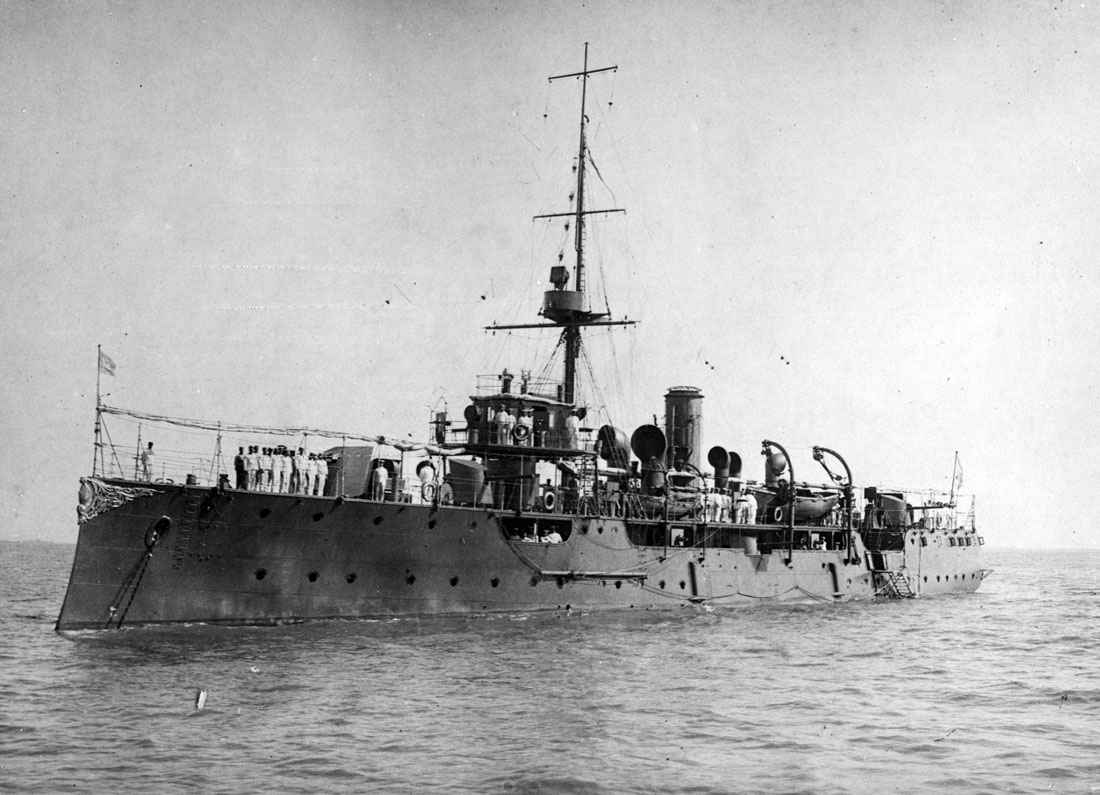
Річковий канонерський човен «Росаріо»

Тип «Росаріо» (ісп. Clase Rosario) — серія аргентинських річкових канонерських човнів. Всього в 1907—1909 роках було побудовано два човни цього типу: «Росаріо» (ісп. Rosario) і «Парана» (ісп. Paraná). Броньовані канонерські човни з невеликою осадкою, побудовані спеціально для патрулювання річок Парана і Уругвай.

## Контекст появи та будівництво
Створення цього типу було викликано погіршенням відносин з Бразилією. Уряд в Ріо-де-Жанейро намагався домогтися підвищення міжнародного статусу країни, внаслідок чого, для флоту були замовлені потужні дредноути. Для патрулювання південних прикордонних річок будувалися річкові монітори. Відповіддю на потенційну річкову загрозу Аргентини став контракт з англійською фірмою Armstrong на будівництво двох канонерок. Закладені 1907 року в Ньюкаслі на верфі «Армстронга».
Головним калібром кораблів, повна водотоннажність яких досягала 1055 тонн, були дві 152 міліметрові гаубиці.

## Служба
«Росаріо» — головний корабель серії, названий на честь Росаріо, найбільшого аргентинського міста на річці Парана. Закладений 21 серпня 1907, спущений на воду 8 липня 1908. 8 серпня 1909 року канонерка вирушила з Англії і в жовтні прибула в передмістя Буенос-Айреса Булонь-сюр-Мер. Пізніше перебазована в Росаріо. У травні і грудні 1911 разом з систершипом «Парана» здійснила візит у столицю Парагваю — місто Асунсьйон. У липні «Росаріо» відвідав Монтевідео. У 1916 спільно з кораблями «Альміранте Браун», «Патрія» і «Парана» взяв участь в урочистостях із нагоди 100-річчя незалежності Аргентини. У 1921 році з броненосцями «Індепенденсія» і «Лібертад», «Параною» переведена в навчальну дивізію, що діяла на річках Ла-Плата, Парана і Уругвай. У 1922 році під час громадянської війни в Парагваї канонерка знаходилася в районі Асунсьйона, на випадок загрози громадянам Аргентини які перебували в країні. У 1931 відвідав Ушуаю. У 1959 виведений зі складу флоту.
На «Росаріо» служив майбутній міністр закордонних справ Аргентини, віце-адмірал Сегундо Сторні.
«Парана» — другий і останній корабель серії. Отримав назву на честь річки Парана. 25 серпня 1908 покинув береги Британії та 8 грудня прибув в Буенос-Айрес. У липні 1935 разом з президентською яхтою «Голондріна» здійснив плавання в Асунсьйон. Під час Другої світової війни входив до складу ескадри, що забезпечувала нейтралітет Аргентини, базуючись в Буенос-Айрес і Ріо-Сантьяго. У 1958 «Парану» продали з торгів приватній фірмі Botto y Cochello S. R. L. за 853 000 песо.